# Onsen

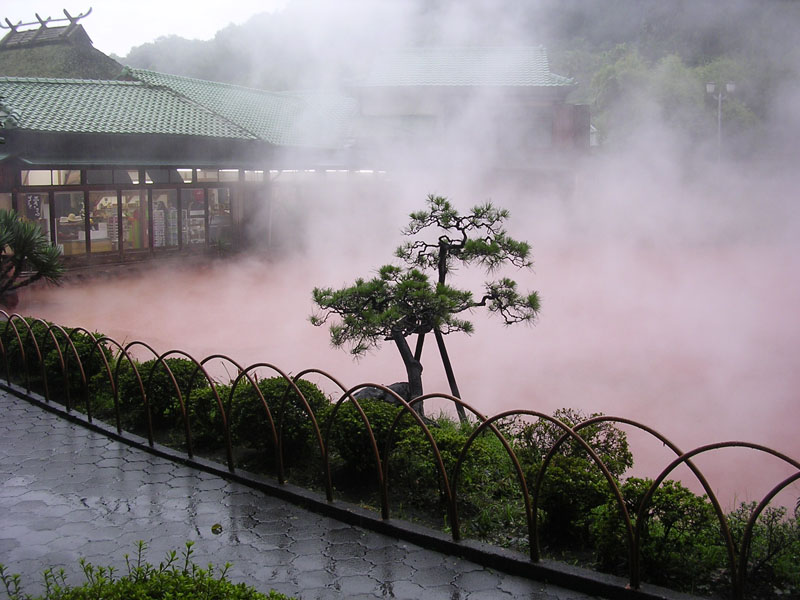
Chinoikejigoku (血の池地獄) à Beppu.

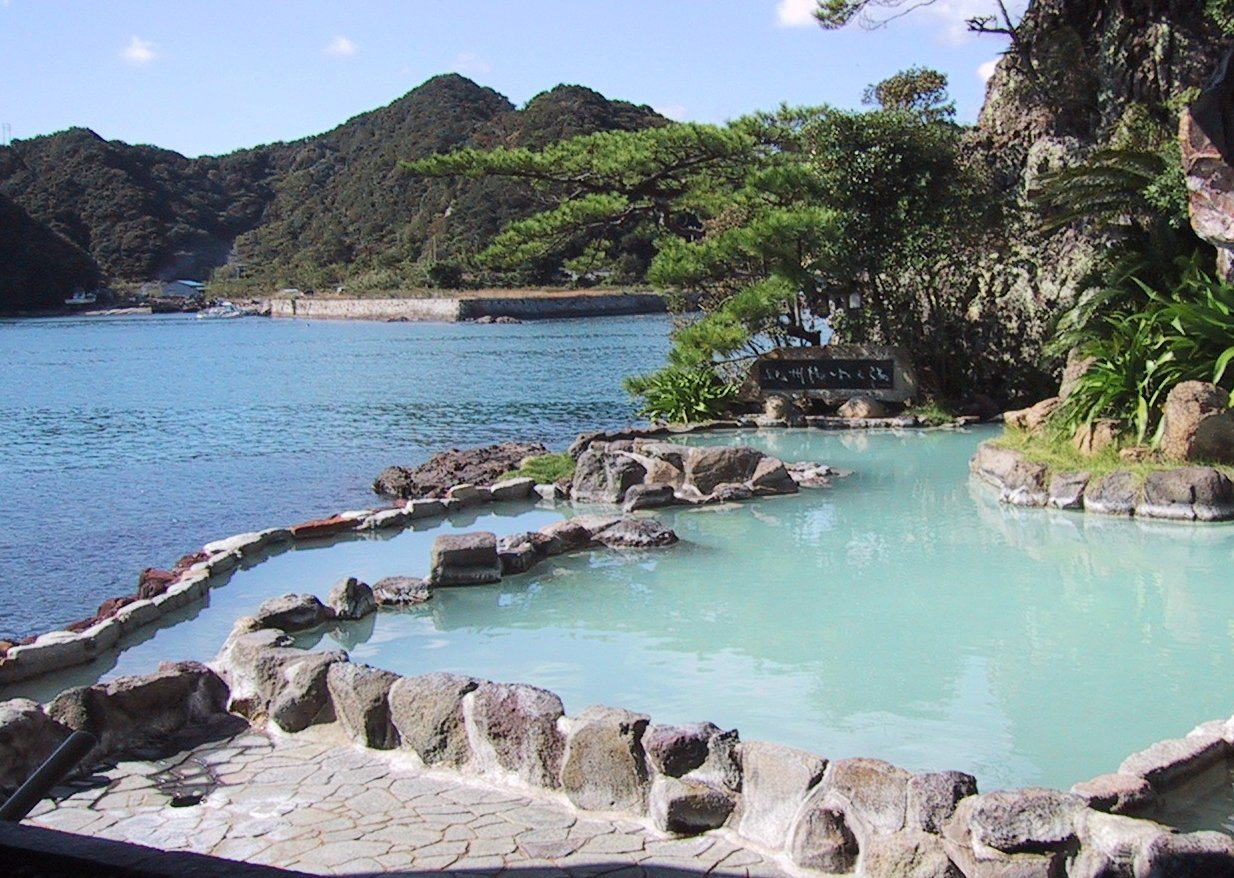
Onsen à Nachikatsuura.

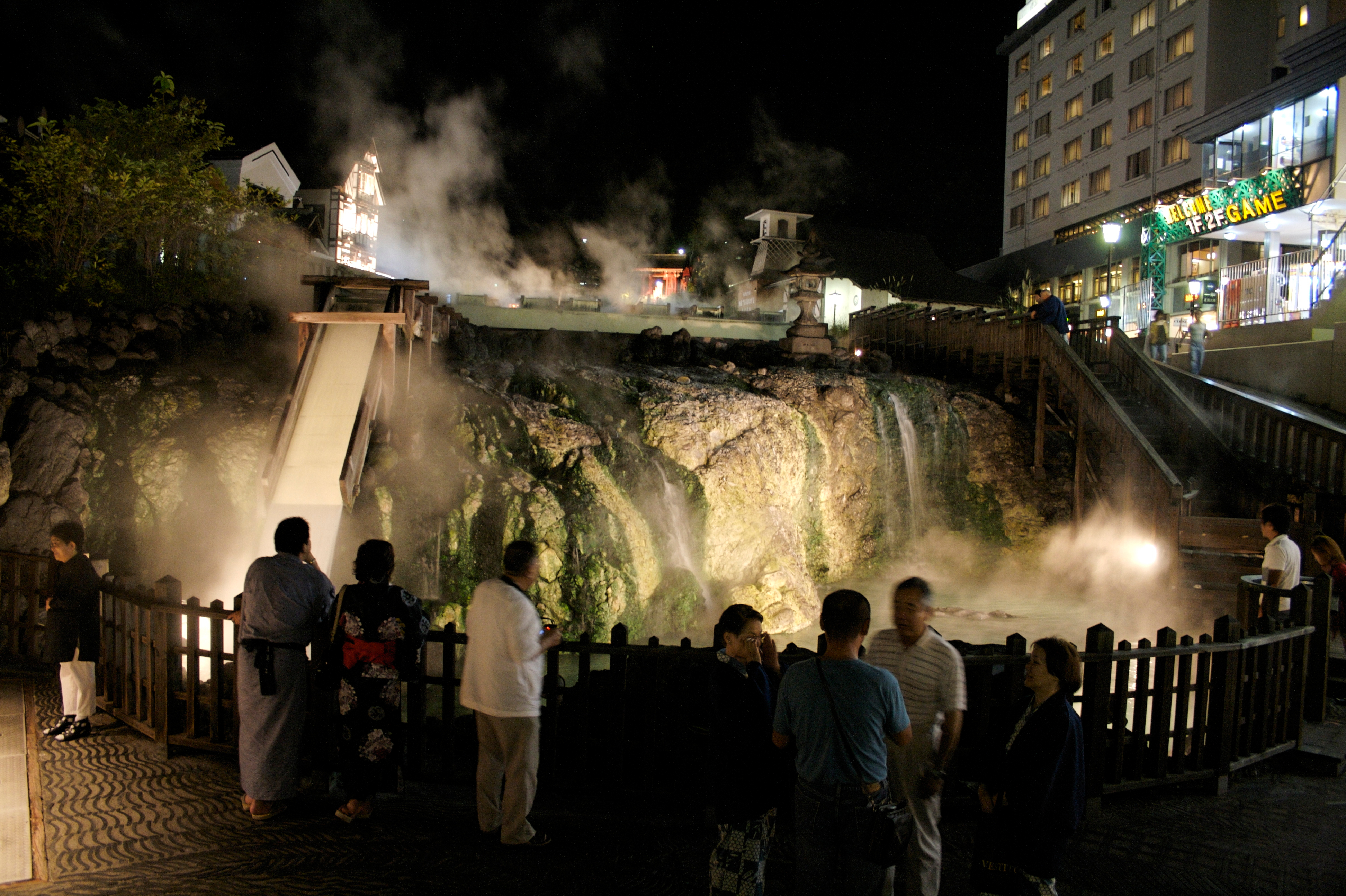
Kusatsu Onsen.

Un onsen (温泉, litt. « source chaude ») (prononciation on'yomi, du chinois 温泉, wēnquán, chinois médiéval : /ʔuən d͡ziuᴇn/) est un bain thermal japonais. Il s'agit de bains chauds, généralement communs, intérieurs ou extérieurs, dont l'eau est issue de sources volcaniques parfois réputées pour leurs propriétés thérapeutiques. La nudité y est de rigueur. Le terme désigne à la fois la source, les bains mais aussi la station thermale construite autour des bains.

## Caractéristiques
Traditionnellement, les onsen sont des bains à l'extérieur (露天風呂／野天風呂, rotenburo/notenburo), même si de nos jours la plupart d'entre eux possèdent également des bassins intérieurs. Cependant, certaines villes thermales protègent la tradition des bains extérieurs et ces sources continuent d’être utilisées par les locaux et les touristes (exemple : Kinosaki onsen). Par définition, un onsen utilise de l'eau de source chaude géothermique et se différencie en cela des sentō où l'eau utilisée est de l'eau du robinet. Les onsen sont des lieux de détente et de relaxation qui proposent souvent, en plus du bain, des possibilités d'hébergement et de restauration. Le terme onsen tend d'ailleurs à désigner les installations entourant la source chaude elle-même.
L'eau des onsen est réputée avoir des vertus thérapeutiques grâce aux minéraux qu'elle contient. Certains onsen possèdent plusieurs bassins, chacun contenant de l'eau ayant une composition minérale différente. Les bassins extérieurs, les plus appréciés, sont généralement en bois de cyprès, en marbre ou en granit, tandis que les bassins intérieurs peuvent être en carrelage, plexiglas ou acier inoxydable.
La plupart des clients des onsen ne viennent se baigner que pour une heure, le temps de se plonger dans l'eau minérale. La nourriture servie joue également un rôle important dans la réputation d'une auberge à onsen. Certaines offrent des services complémentaires, comme des massages, mais la principale raison de venir dans un onsen reste le bain.
La gestion des onsen peut être publique (souvent dépendant de la municipalité) ou privée (内湯, uchiyu), dans le cadre d'un hôtel, d'un ryokan (旅館, auberge traditionnelle) ou d'un minshuku (民宿, chambre d'hôtes). Le prix d'entrée pour les bains seulement varie entre l'entrée gratuite et plus de 1 000 yens, prix qui varie selon les services offerts par l'établissement. Certains onsen nécessitent de passer la nuit pour avoir accès aux bains, le prix peut alors varier entre 15 000 et 30 000 yens. Les grands hôtels d'onsen possèdent plusieurs bains de spa et des cascades artificielles près des bains appelées 打たせ湯 (utaseyu).
Autrefois, hommes et femmes se baignaient ensemble dans les onsen, ainsi que dans les sentō, mais la séparation des sexes dans les bains a été décrétée lors de l'ouverture du Japon à l'Occident pendant l'ère Meiji. Il existe encore quelques onsen mixtes dans les zones rurales du Japon, mais certains offrent des bains réservés aux femmes ou ouvrent à des heures différentes pour chaque sexe. De jeunes enfants des deux sexes peuvent être admis dans l'un ou l'autre des bains.
Les entreprises organisent souvent des sorties aux onsen entre collègues, l'atmosphère détendue permettant de se libérer un peu de la pression hiérarchique inhérente aux entreprises japonaises. Cependant, la plupart des visiteurs des onsen sont des amis ou des familles plutôt que des collègues de travail.
La présence d'un onsen est souvent indiquée par le pictogramme suivant ♨ ou le kanji yu (湯, « eau chaude »). Quelquefois, le caractère hiragana yu (ゆ) est utilisé pour être déchiffrable par les jeunes Japonais.
| ♨ |

## Étiquette

### Propreté
Dans un onsen comme dans un sentō, tous les baigneurs doivent se laver et se rincer avant d'entrer dans les bassins. Tous les onsen sont équipés de cabines contenant des robinets, des seaux, des tabourets et des produits de toilette (savon et shampooing). Beaucoup d'entre eux fournissent des pommes de douche pour faciliter le lavage. Entrer dans un onsen en étant sale ou avec des traces de savon sur le corps est considéré comme inacceptable. Dans quelques onsen ruraux (comme à Nozawa Onsen), il peut ne pas être possible de se savonner avant d'entrer dans les bains ; les baigneurs doivent alors au moins se rincer.

### Maillots de bain
À l'intérieur du onsen, comme dans les sentō, la nudité est de rigueur. Il n'est normalement pas permis de porter le maillot de bain. Cependant, certains d'entre eux, qui s'apparentent plus à des parcs aquatiques, demandent aux baigneurs de porter un maillot.
Les onsen sont considérés par certains Japonais comme permettant la « socialisation nue » (裸の付き合い, hadaka no tsukiai), où la nudité collective permet de mieux se connaître en profitant également de l'atmosphère détendue des onsen.

### Serviettes
Les baigneurs des onsen apportent généralement une petite serviette pour se laver. Certains onsen permettent de garder sa serviette dans les bassins, d'autres ont des pancartes l'interdisant explicitement. La raison invoquée est souvent que cette pratique rend le nettoyage des bassins plus difficile. Les baigneurs laissent alors leurs serviettes à côté du bassin ou les mettent sur leur tête.

### Bruit
Les onsen sont considérés comme des lieux où on peut se détendre et s'écarter de l'agitation de la vie quotidienne. Ils sont donc souvent silencieux. Les baigneurs peuvent néanmoins tenir des conversations à volume modéré. Les règlements des onsen prohibent généralement le bruit dans les bains mais une certaine tolérance existe à l'égard des enfants.

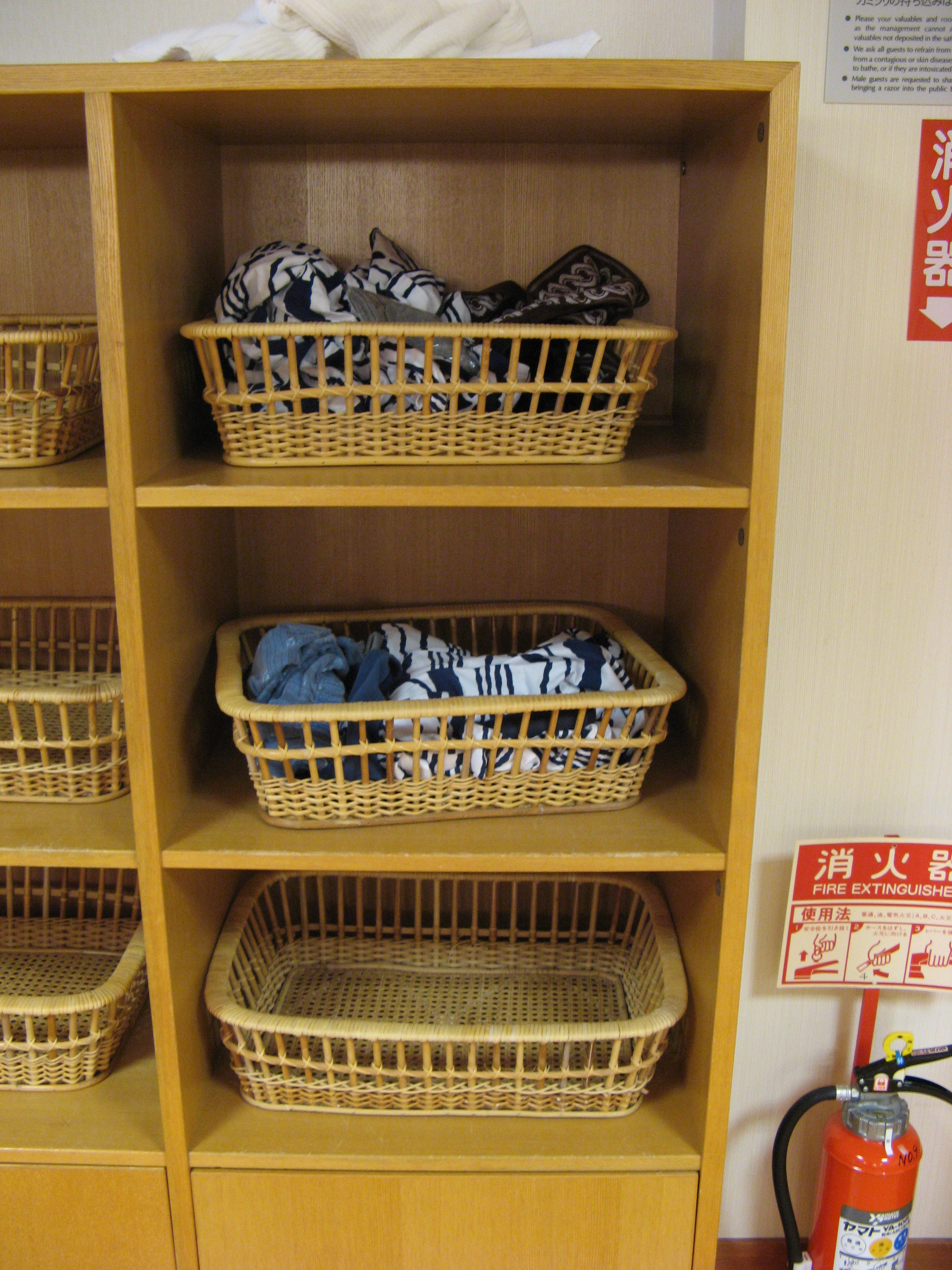
Paniers pour ranger les vêtements à l'entrée d'un onsen.
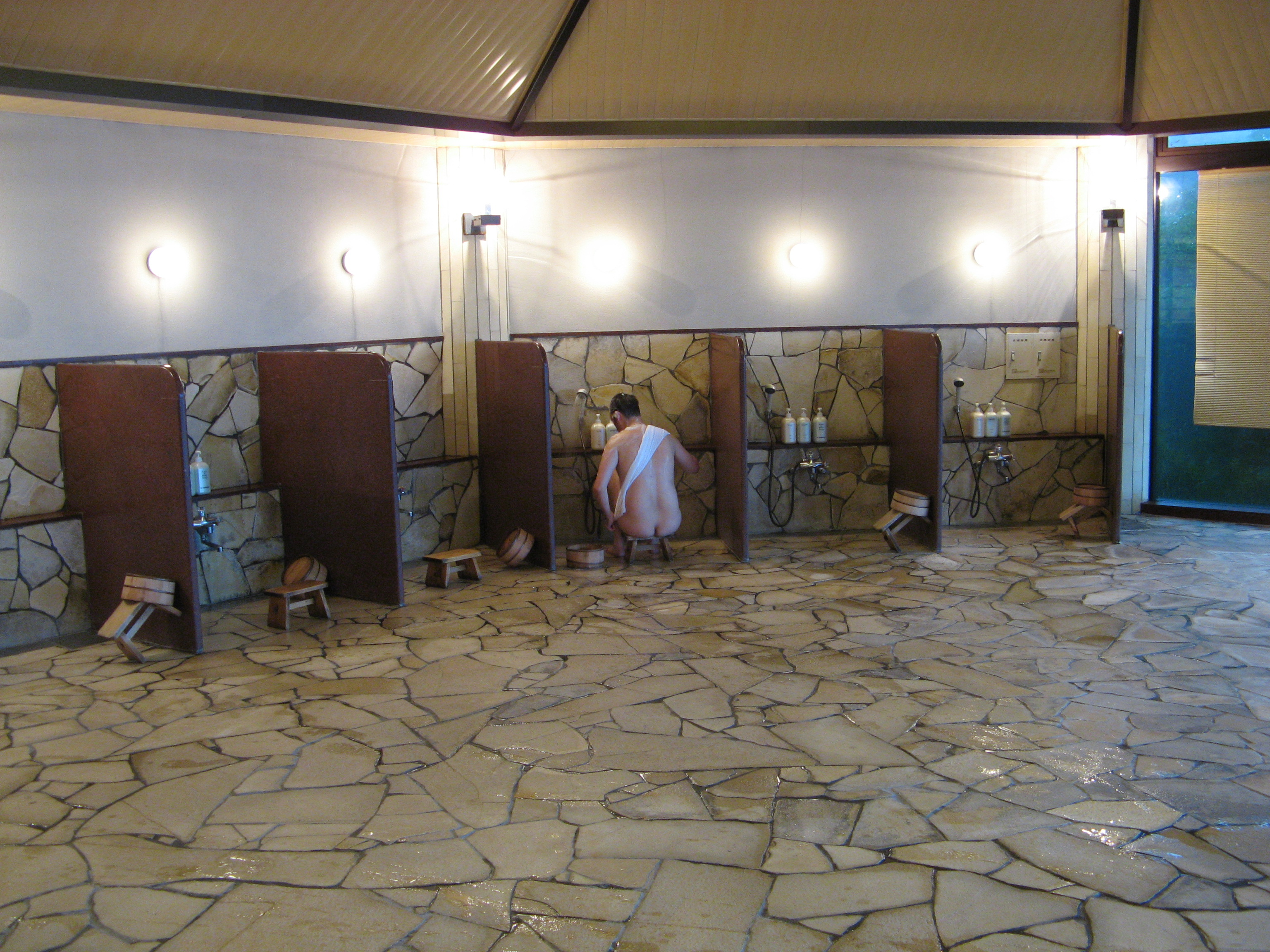
Douches d'un onsen, à utiliser avant d'entrer dans les bains.
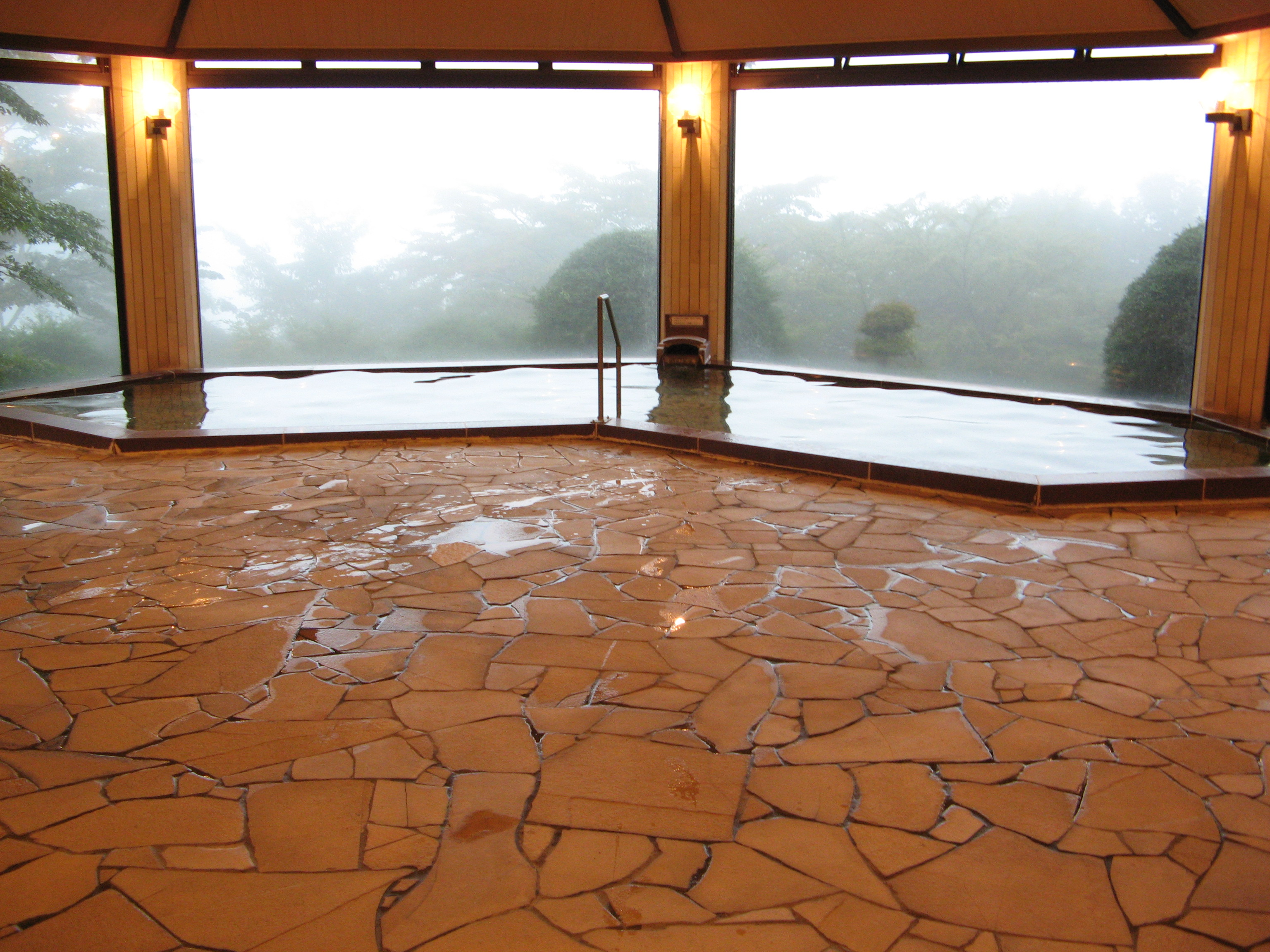
Bassin intérieur.
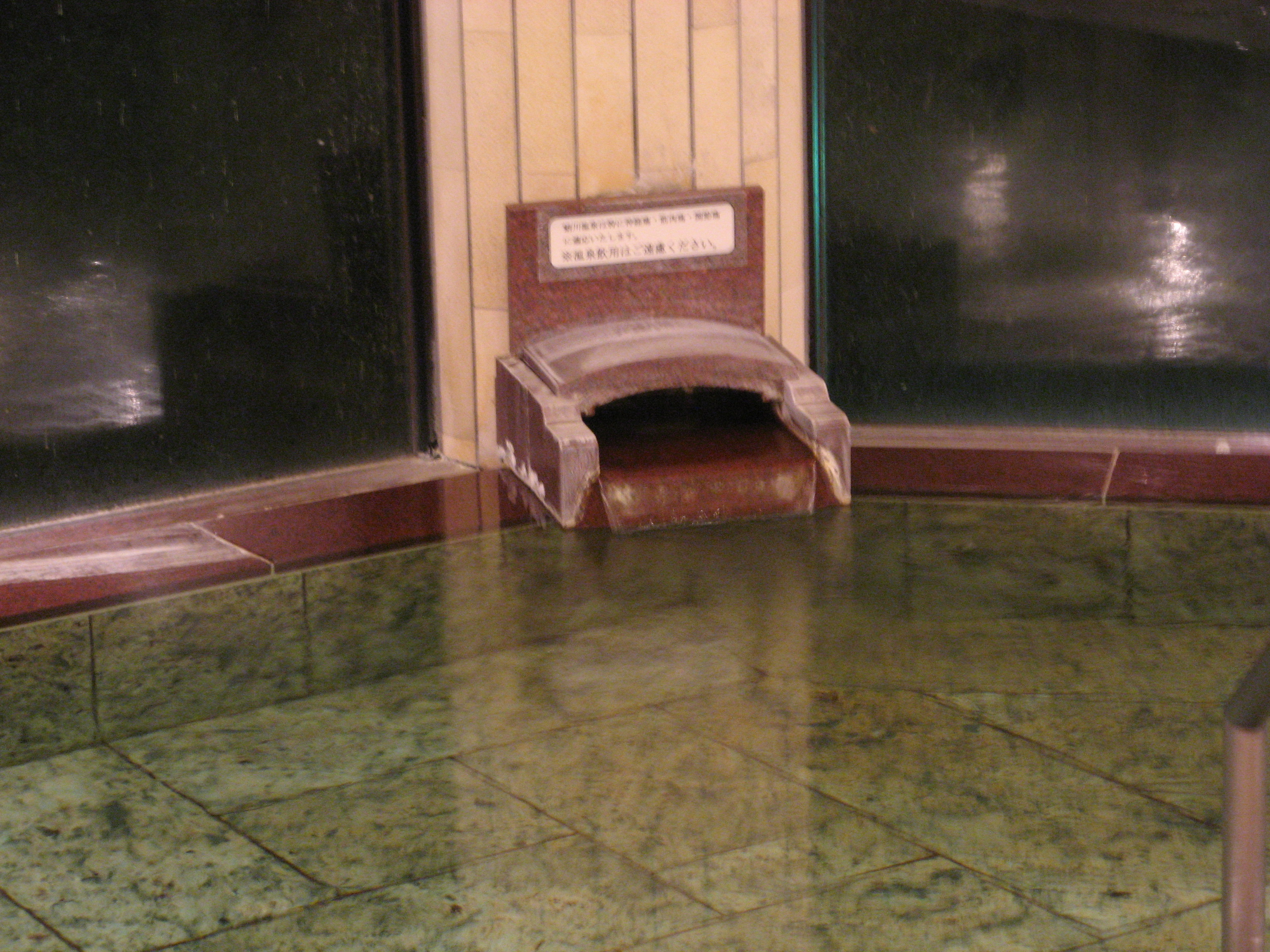
Source alimentant le bassin.

## Vertus thérapeutiques
La nature volcanique du sol japonais fournit plusieurs variétés de sources chaudes minérales. Lorsque l'eau d'un onsen contient une bonne quantité de certains minéraux ou autres composants, l'onsen affiche de quel type il est. L'eau peut contenir :
- du soufre (硫黄泉, iō-sen?),
- du chlorure de sodium (ナトリウム泉, natoriumu-sen?),
- du carbonate d'hydrogène (炭酸泉, tansan-sen?),
- du fer (鉄泉, tetsu-sen?).

L'eau des onsen est réputée avoir divers effets thérapeutiques. Les Japonais pensent que cette eau calme les douleurs, guérit les maladies de peau, le diabète, la constipation, les troubles du cycle menstruel etc..
Ces effets thérapeutiques donnent lieu à une balnéothérapie nommée « onsen-thérapie » (温泉療法, onsen-ryōhō). Il s'agit d'un traitement complet à base de bains d'onsen, destiné à réparer les dysfonctionnements du corps et prévenir des maladies.

## Risques
L'article 18, paragraphe 1 de la loi japonaise sur les sources thermales publie des directives sur les contre-indications et les précautions à prendre lors des bains dans les sources chaudes et de la consommation de leurs eaux respectives. Bien que des millions de Japonais se baignent dans les onsen chaque année avec peu d'effets secondaires notables, il existe toujours des effets potentiels, tels que l'aggravation de l'hypertension artérielle ou des maladies cardiaques.
Des bactéries Legionella ont été trouvées dans des onsen,. Par exemple, 295 personnes ont été infectées par Legionella et sept sont mortes dans un onsen de la préfecture de Miyazaki en 2002,. Les révélations sur les mauvaises pratiques sanitaires dans certains onsen ont conduit à une règlementation renforcée par les communautés des sources thermales pour maintenir leur réputation.
De nombreux onsen utilisent maintenant du chlore,
Des cas de maladies infectieuses ont été signalés dans des eaux chaudes dans le monde entier, comme diverses espèces de Naegleria. Bien que des études aient trouvé la présence de Naegleria dans les eaux des sources chaudes, Naegleria fowleri, responsable de nombreux cas mortels de méningo-encéphalite amibienne primitive dans le monde, n'a pas été trouvé dans les eaux des onsen. Néanmoins, moins de cinq cas ont été observés historiquement au Japon, bien qu'ils ne soient pas conclusivement liés à une exposition aux onsen.
De nombreux onsen affichent des avis rappelant à toute personne ayant des coupures, des plaies ou des lésions ouvertes de ne pas se baigner. De plus, ces dernières années, les onsen ajoutent de plus en plus de chlore à leurs eaux pour prévenir les infections, bien que de nombreux puristes des onsen recherchent des onsen naturels, non chlorés, qui ne recyclent pas leur eau mais nettoient les bains quotidiennement. Ces précautions ainsi que l'utilisation correcte des onsen (c'est-à-dire ne pas immerger la tête sous l'eau, se laver soigneusement avant d'entrer dans le bain) réduisent considérablement tout risque global pour les baigneurs.
Des cas de voyeurisme ont été signalés dans certains onsen. En 2016, The Japan Times a rapporté que ce problème était atténué dans certaines préfectures du Japon où les bains mixtes nus ne sont pas autorisés et où les visiteurs doivent porter des maillots de bain,, En 2021, plusieurs personnes ont été arrêtées en lien avec un groupe organisé accusé de prendre des photos de femmes dans des bains en plein air,.

## Onsen tamago

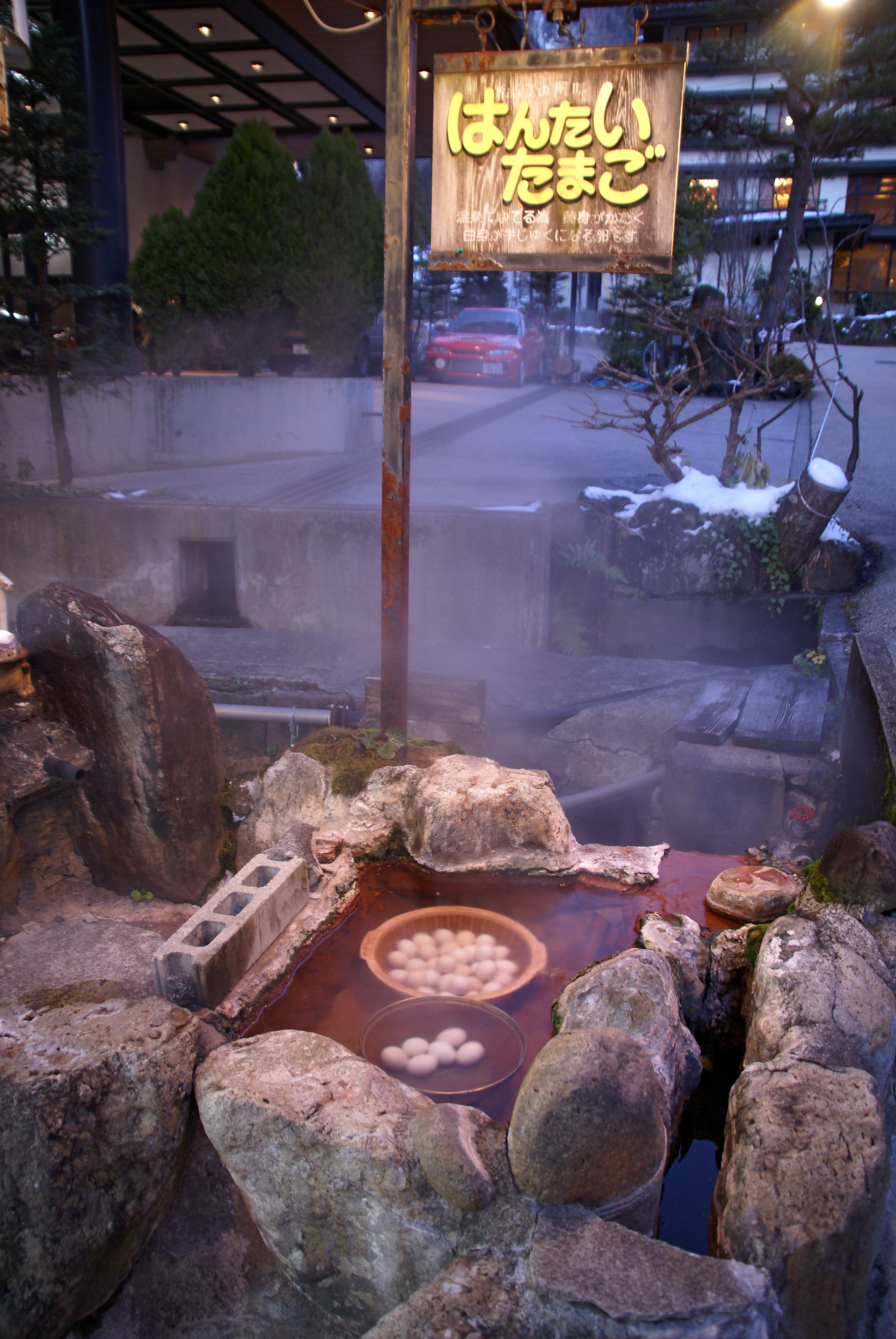
Onsen tamago au Hirayu Onsen de Takayama.

Les onsen tamago ou « œufs d'onsen » sont des œufs cuits à basse température dans l'eau des onsen. Le blanc est alors crémeux alors que le jaune est ferme, mais conserve une texture crémeuse. L’œuf est généralement servi sans la coquille dans une petite tasse ou assiette creuse avec une sauce.

## Histoire
Au Japon, les bains sont considérés depuis les temps anciens comme un moyen de purifier le corps et l’esprit. Cette pratique a pour origine la religion shintō et le misogi, une ablution rituelle dans les eaux glacées d’une rivière, d’une cascade ou de la mer. Lors de célébrations importantes à la cour impériale, les nobles se levaient tôt le matin afin de prendre un bain, et dans le reste de la population, cet usage a pris la forme de gyōzui (行水), c’est-à-dire de se laver avec de l’eau contenue dans un baquet. Vers le milieu du VIIIe siècle, l'Unjitsugyō (温室経), un sutra sur les mérites de la toilette et des bains chauds pour les moines, est apporté au Japon depuis la Chine, en même temps qu’un grand nombre d’autres textes sacrés bouddhiques, mettant en avant que « les bains chauds ont quantité de mérites, notamment celui d’éviter les sept types de maladies et de procurer les sept formes de bonheur ».
La première description d'une source thermale apparaît dans le Rapport sur la province d’Izumo (出雲国風土記, Izumo no kuni fudoki), compilé en 713 et présenté à la cour en 733, sur la source de Tamatsukuri, dans l'actuelle préfecture de Shimane, à laquelle sont déjà attribuées des vertus curatives. À partir du XVIe siècle se développent les séjours d’une semaine en station thermale, et en 1604, juste après avoir fondé le shogunat d'Edo, Tokugawa Ieyasu en personne se rend aux sources chaudes d’Atami pour une semaine de soins. Les médecins japonais commencent à utiliser les bains dans les onsen en tant que thérapie à partir de l’époque d'Edo, le premier à le faire étant Gotō Konzan (後藤 艮山, 1659-1733).

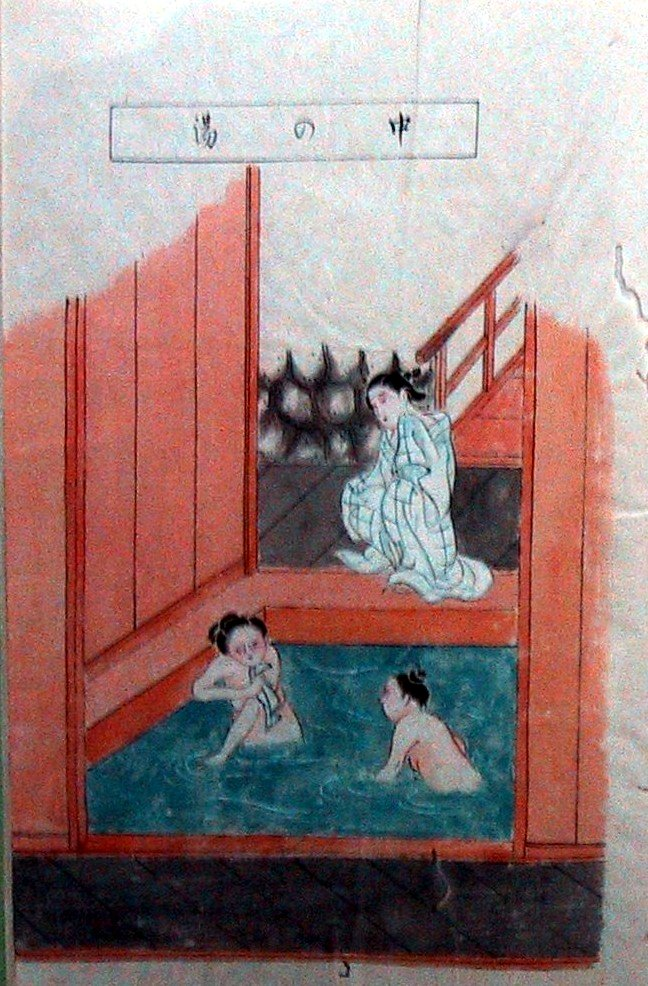
Dessin de bains de 1811 à Hakone.
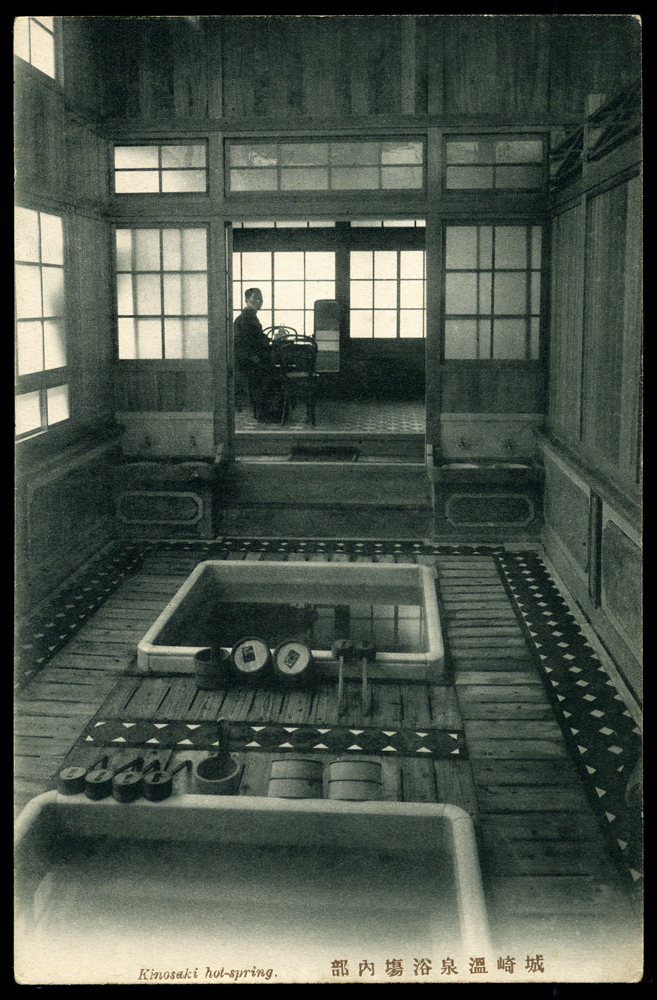
Kinosaki source chaude préfecture de Hyōgo, vers 1910.

## Géographie

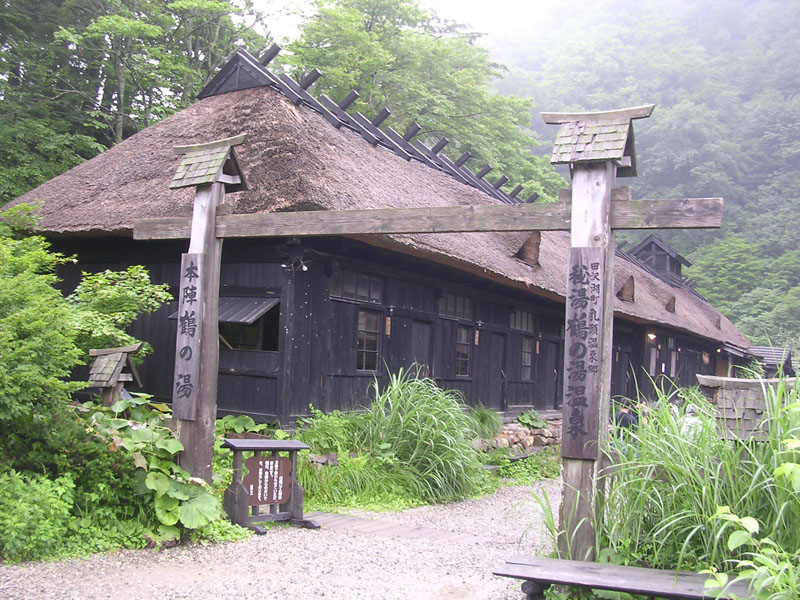
Tsuru-no-yu, Nyūtō Onsen area, préfecture d'Akita.

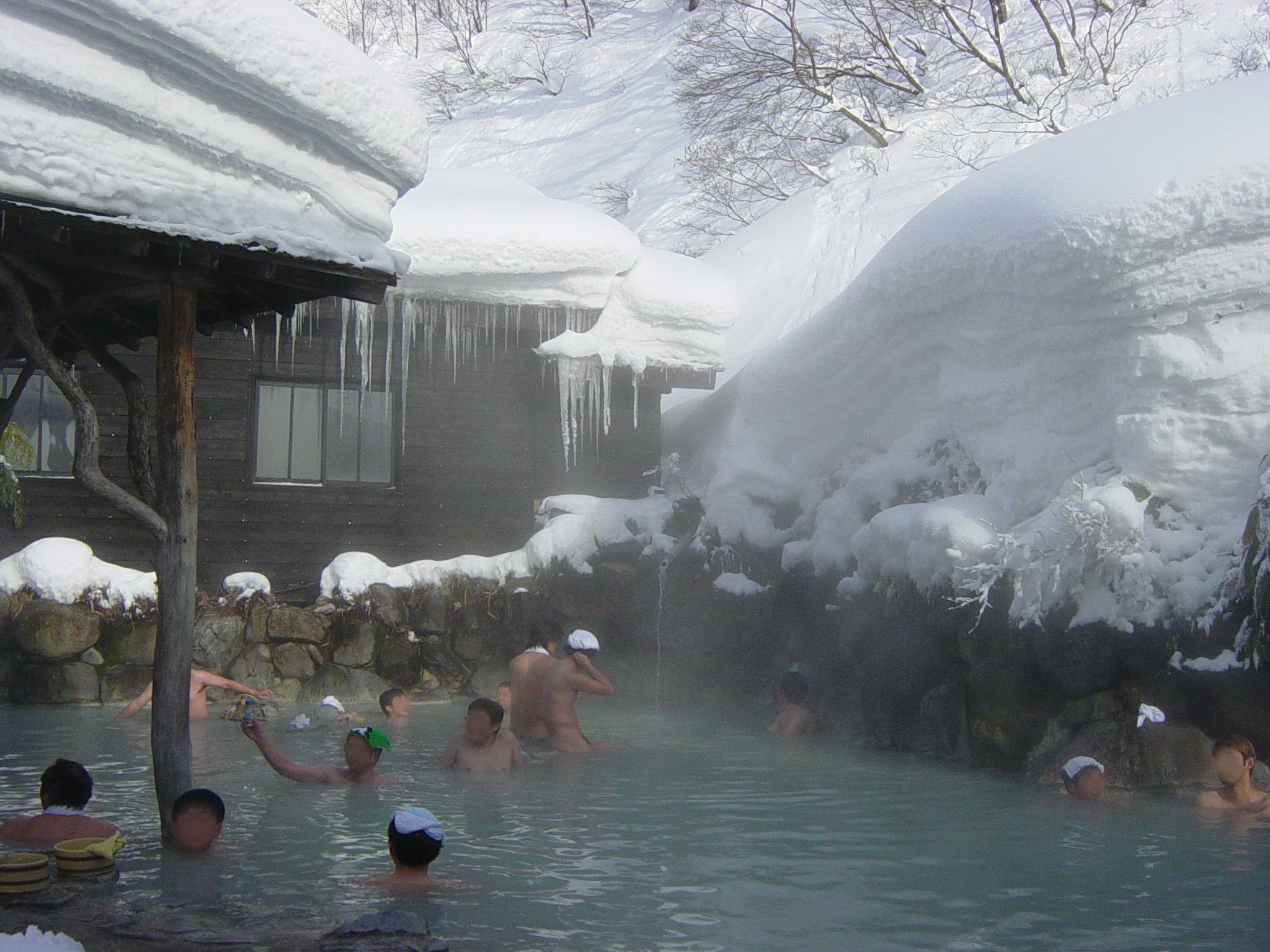
Bains d'hiver à Tsuru-no-yu roten-buro, Nyūtō, préfecture d'Akita.

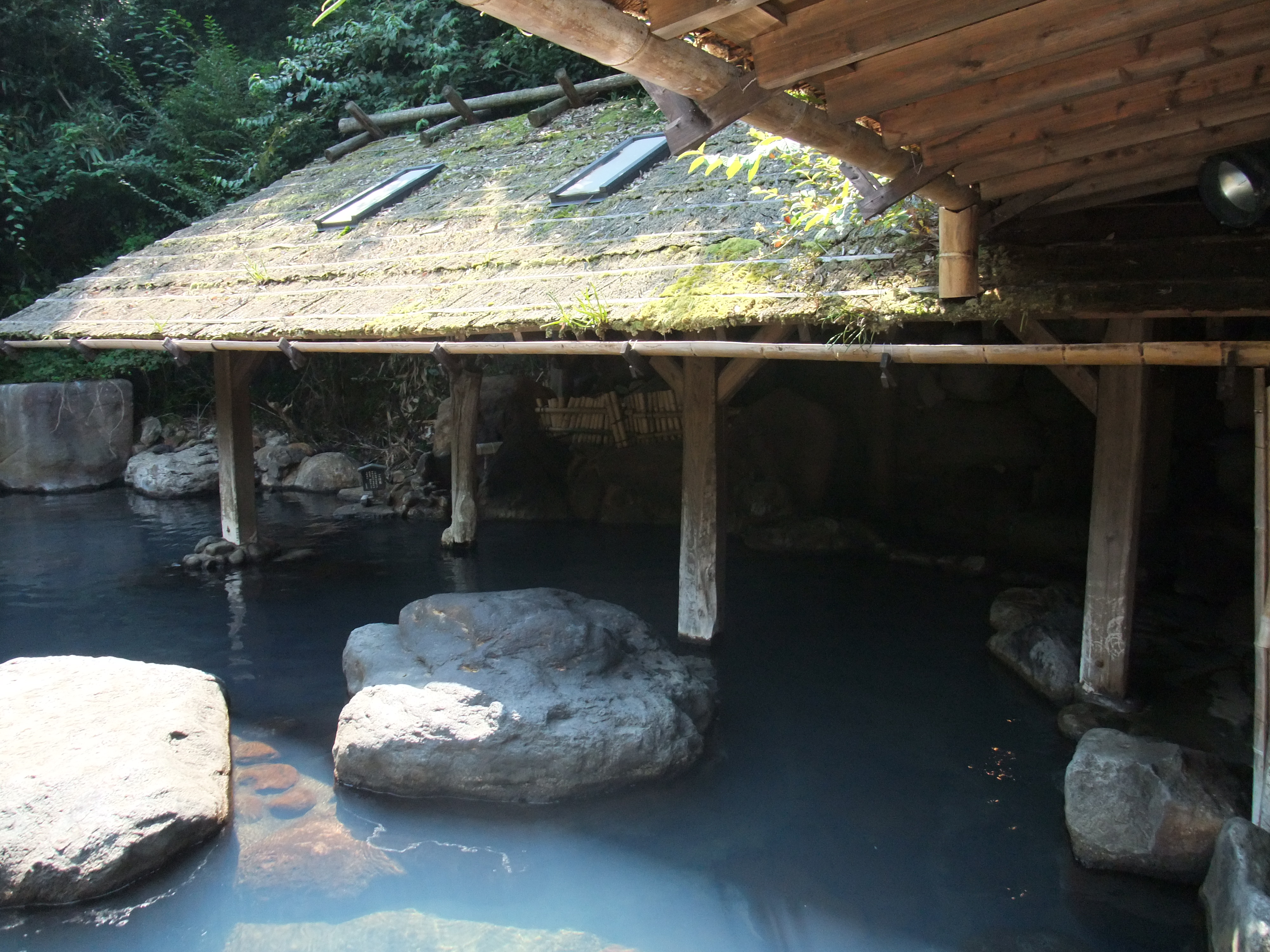
Kurokawa Onsen roten-buro, Kyushu.

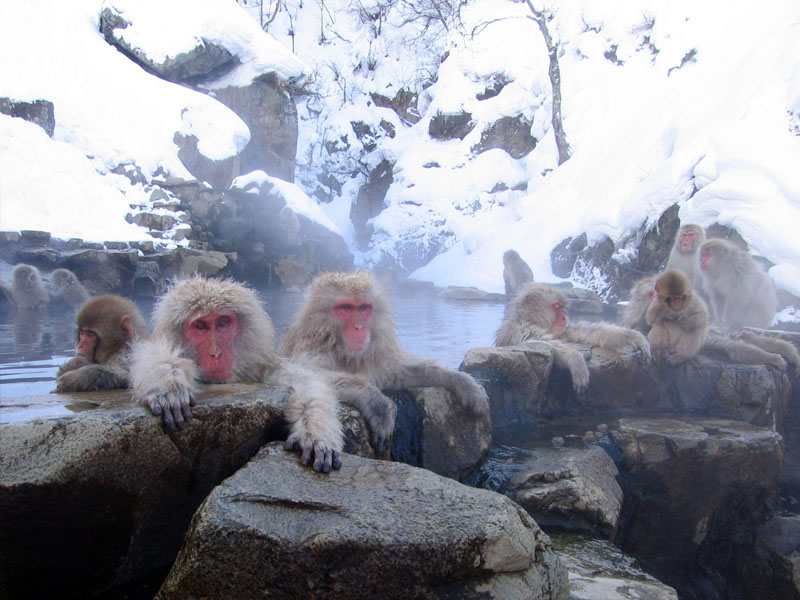
Macaques japonais en roten-buro au parc aux singes de Jigokudani.

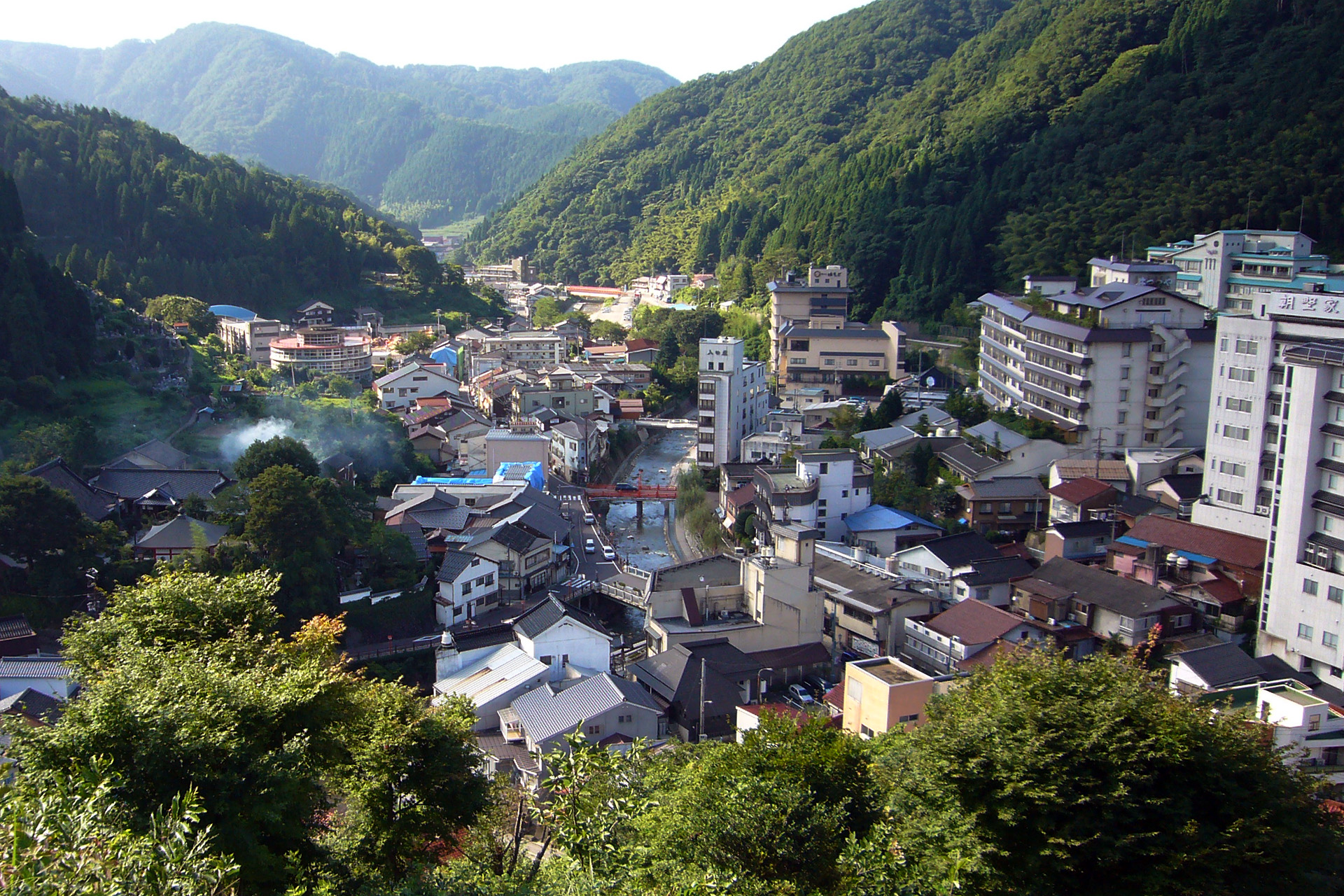
source d'eau chaude de Yumura-onsen et forêt à Shin'onsen, préfecture de Hyōgo.

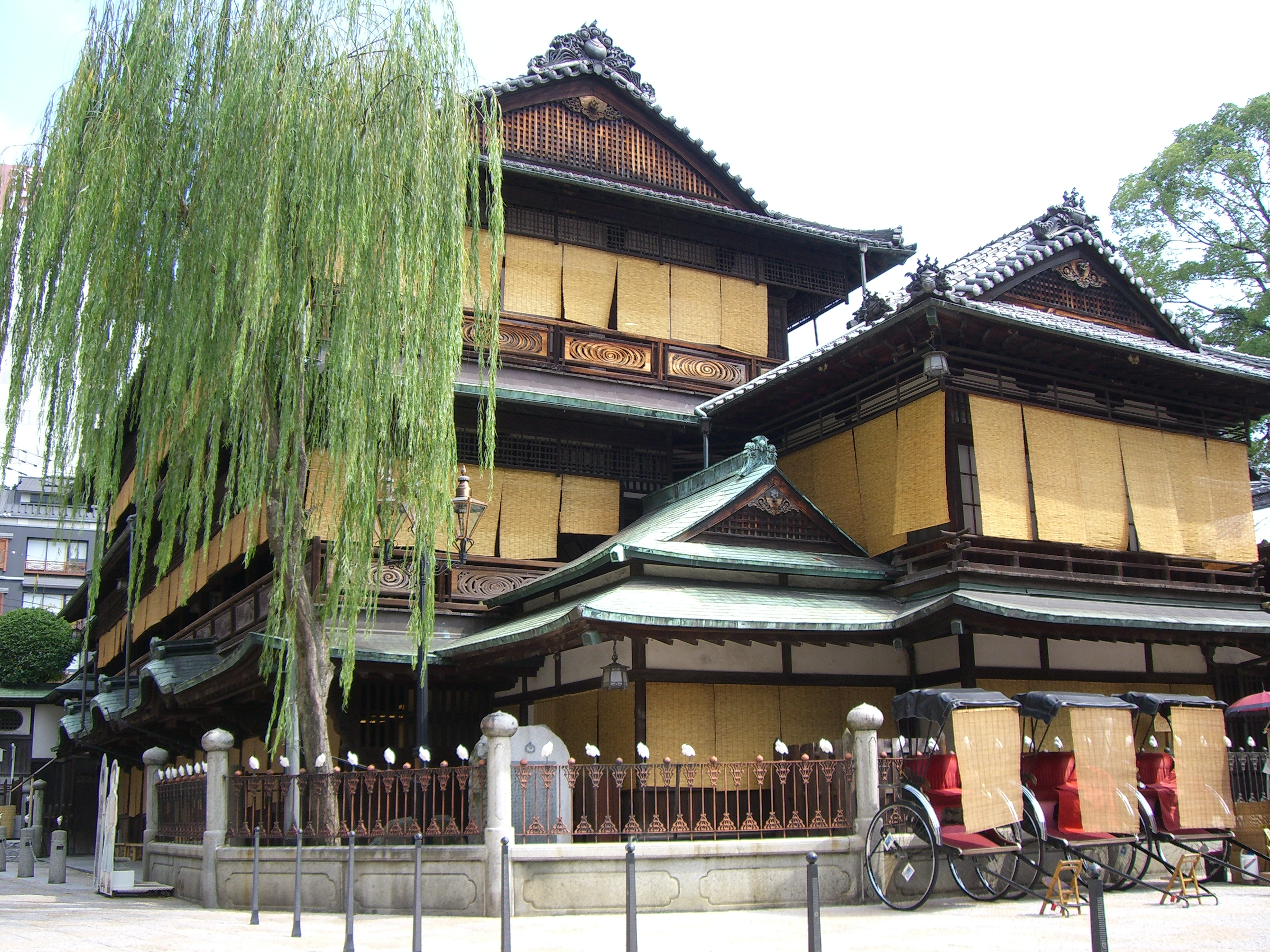
Dōgo Onsen, Matsuyama, préfecture d'Ehime.

Ginzan Onsen à Obanazawa, préfecture de Yamagata.

Le Japon étant un pays volcanique, les sources chaudes ne manquent pas : on compte plus de 27 000 sources thermales en 2015, sachant que 47 % de l’eau qui en sort a une température supérieure à 42 degrés, pour 3 085 stations thermales à proximité des sources chaudes. On peut trouver des onsen un peu partout dans le pays, parfois concentrés dans des villes thermales (Gero, Beppu par exemple). On trouve toujours un onsen suffisamment proche de la ville pour y passer un week-end ou de courtes vacances, et faire ainsi une pause reposante entre deux semaines de travail.
- Akagi, préfecture de Gunma
- Akayu, préfecture de Yamagata
- Arima Onsen, Kobe, préfecture de Hyōgo
- Asamushi Onsen, préfecture d'Aomori
- Aso, Kumamoto, célèbre zone d'onsen près du mont Aso, volcan en activité
- Atami Onsen, Atami, préfecture de Shizuoka près de Tokyo
- Awara Onsen, Awara, préfecture de Fukui
- Awazu Onsen, Komatsu, préfecture d'Ishikawa
- Beppu Onsen, Beppu, préfecture d'Ōita, célèbre pour ses bains multicolores, enfers de Beppu
- Dōgo Onsen, préfecture d'Ehime
- Futamata, Hokkaidō
- Hakone, préfecture de Kanagawa, près de Tokyo
- Hanamaki, préfecture d'Iwate
- Hirayu Onsen, Takayama, préfecture de Gifu
- Hokkawa Onsen, préfecture de Shizuoka
- Ibusuki Onsen, préfecture de Kagoshima
- Ikaho Onsen, Ikaho, préfecture de Gunma
- Itō, préfecture de Shizuoka
- Iwaki Yumoto Onsen, préfecture de Fukushima
- Iwamuro, Niigata, nombreux onsen depuis l'époque Edo
- Jigokudani, préfecture de Nagano
- Jōzankei Onsen, Hokkaidō
- Kaike Onsen, Yonago, préfecture de Tottori
- Kakeyu Onsen, préfecture de Nagano
- Kanzanji Onsen, préfecture de Shizuoka
- Katayamazu Onsen, Kaga, préfecture d'Ishikawa
- Kawayu Onsen, Tanabe, préfecture de Wakayama
- Kindaichi Onsen, préfecture d'Iwate
- Kinosaki, préfecture de Hyōgo
- Kinugawa Onsen, Tochigi
- Kurokawa Onsen, Aso, préfecture de Kumamoto
- Kusatsu Onsen, préfecture de Gunma
- Misasa Onsen, Misasa, préfecture de Tottori
- Nagaragawa Onsen, Gifu
- Sawatari, préfecture de Gunma
- Shima, préfecture de Gunma
- Nanki-Katsuura Onsen, Nachikatsuura, préfecture de Wakayama
- Nanki-Shirahama Onsen, Shirahama, préfecture de Wakayama
- Naruko, préfecture de Miyagi
- Noboribetsu, Hokkaido
- Nuruyu Onsen, préfecture de Kumamoto
- Nyūtō Onsen, préfecture d'Akita
- Onneyu Onsen, préfecture de Hokkaidō
- Ōfuka Onsen, Akita
- Ryujin Onsen, Tanabe, préfecture de Wakayama
- Sabakoyu Onsen, préfecture de Fukushima,
- Sakunami Onsen, Miyagi
- Senami Onsen (瀬波温泉?), préfecture de Niigata
- Shimabara, préfecture de Nagasaki
- Shimobe Onsen (下部温泉?), préfecture de Yamanashi
- Shiobara Onsen (塩原温泉郷?), préfecture de Tochigi
- Shuzenji Onsen (修善寺温泉?), préfecture de Shizuoka
- Sōunkyo Onsen (層雲峡温泉?), Hokkaidō
- Sukayu Onsen, préfecture d'Aomori
- Sumatakyō Onsen (寸又峡温泉?), préfecture de Shizuoka
- Suwa, préfecture de Nagano
- Takanoyu Onsen, préfecture d'Akita
- Takaragawa, préfecture de Gunma
- Takarazuka, préfecture de Hyōgo
- Tara, préfecture de Saga
- Tōyako, Hokkaidō
- Tsubame Onsen (燕温泉?), préfecture de Niigata ; célèbre pour ses onsen mixtes et gratuits
- Tsukioka Onsen (月岡温泉?), préfecture de Niigata
- Tsurumaki Onsen (鶴巻温泉?), préfecture de Kanagawa
- Unazuki Onsen (宇奈月温泉?), Kurobe, préfecture de Toyama
- Wakura Onsen, Nanao, préfecture d'Ishikawa
- Yamanaka Onsen, Kaga, préfecture d'Ishikawa
- Yamashiro Onsen (山代温泉?), Kaga, préfecture d'Ishikawa
- Yubara Onsen (湯原温泉?), préfecture d'Okayama, aux pieds du barrage Yubara
- Yudanaka Onsen (湯田中渋温泉郷?), préfecture de Nagano
- Yufuin, préfecture d'Ōita
- Yugawara, préfecture de Kanagawa
- Yumura Onsen (湯村温泉?, Shin'onsen), préfecture de Hyōgo
- Yunogo Onsen, préfecture d'Okayama
- Yunokawa Onsen, Hokkaido
- Yunomine Onsen (湯の峰温泉?), Tanabe, préfecture de Wakayama, site de l'UNESCO World Heritage (Tsuboyu bath)
- Yuzawa, préfecture de Niigata
- Zaō Onsen, préfecture de Yamagata